# Hans Geiser
Ernst Viktor Hans Geiser (* 17. Februar 1884 in Stuttgart; † 20. Oktober 1961 in Weybridge, Surrey) war ein deutscher Gewerkschafter und Politiker (SPD). Geiser war unter anderem von 1926 bis 1933 Abgeordneter im Sächsischen Landtag.

## Leben und Tätigkeit

### Frühe Jahre
Geiser war ein Sohn des Schriftstellers und SPD-Politikers Bruno Geiser (1846–1898) und seiner Ehefrau Alice, geb. Liebknecht (* 1858), einer Tochter von Wilhelm Liebknecht und Halbschwester von Karl Liebknecht. Er hatte zwei ältere Brüder, Arno (* 1879) und Walter (* 1881), sowie einen jüngeren Bruder Kurt Geiser (1885–1972).
Nach dem Besuch des Gymnasiums absolvierte Geiser eine Mechanikerlehre. Von 1905 bis 1908 studierte er dann Maschinenbau an der Fachhochschule in Mittweida. Danach arbeitete er bis 1910 in seinem erlernten Beruf als Mechaniker.
Politisch war Geiser in der SPD organisiert. Zur selben Zeit wurde er Gewerkschaftsmitglied. Er übernahm bald Funktionärsaufgaben in verschiedenen Gewerkschaften: Er wurde Vertrauensmann des Deutschen Metallarbeiter-Verbands und des Bunds technisch-industrieller Angestellter (Butab). Von 1910 bis 1912 war Geiser als Sekretär für die Butab in Berlin tätig, anschließend bekleidete er von 1912 bis 1919 den Posten des Gauleiters dieser Gewerkschaft für Berlin-Brandenburg.

### Zeit der Weimarer Republik
Im Jahr 1919 wurde Geiser Gauleiter des Butabs für das Land Sachsen und Gauvorsitzender der Arbeitsgemeinschaft freier Angestelltenverbände in Sachsen. Diese Posten bekleidete er knapp vierzehn Jahre lang, bis 1933.
In der SPD wurde er zum Mitglied des SPD-Bezirksvorstands Ostsachsen gewählt. 1923 gehörte Geiser zu der sogenannten „Siebener-Kommission“, die mit der KPD in Sachsen über eine Tolerierung der Landesregierung Zeigner verhandelte.
Von 1924 bis 1933 gehörte Geiser der der Stadtverordnetenversammlung von Dresden als Stadtverordneter an.
Bei der Landtagswahl des Jahres 1926 wurde Geiser als Kandidat der SPD im Wahlkreis Dresden-Bautzen in den Sächsischen Landtag gewählt, dem er anschließend sieben Jahre lang, bis zur zwangsweisen Auflösung dieser Körperschaft durch die Nationalsozialisten im Jahr 1933, als Abgeordneter angehörte. Als Abgeordneter gehörte er dem Haushaltsausschuss des Landtags und dem außerordentlichen Ausschuss für Besoldungs- und Beamtenfragen an. Außerdem saß er als Delegierter des Landtags im Beirat der Sächsischen Staatsbank und im Aufsichtsrat der Aktiengesellschaft Sächsische Werke an. Seit 1930 war Geiser außerdem Beisitzer des Vorstands der Fraktion der SPD im Landtag.
Als Abgeordneter meldete Geiser sich im Landtag mit Redebeiträgen zum Betriebsrätegesetz, zum Beamtenbesoldungsgesetz, zum Anleihegesetz, zu Eisenbahn- und Verkehrsfragen, zur Bildungspolitik, zum Wohnungsbau und zur Arbeitszeit zu Wort.

### Zeit des Nationalsozialismus und spätere Jahre
Nach der Machtübernahme der Nationalsozialisten floh Geiser im April 1933 mit seiner Frau in die Tschechoslowakei. Dort betrieb er zuerst in Aussig (heute Ústí nad Labem) und später in Brünn (Brno) eine Kantine. Um 1935 entging er einem Entführungsversuch durch nationalsozialistische Agenten. Am 12. April 1937 wurde Geiser durch das Gesetz über den Widerruf von Einbürgerungen und die Aberkennung der deutschen Staatsangehörigkeit die deutsche Staatsangehörigkeit aberkannt. Seine Ausbürgerung wurde im Reichsanzeiger bekannt gegeben.
1939 zog Geiser nach Großbritannien, wo er sich in London niederließ. Dort wurde er Mitglied der Parlamentariergruppe um Karl Höltermann. Im November 1944 wurde er Mitglied der der Landesgruppe der deutschen Gewerkschafter.
Im Juli 1945 kehrte Geiser nach Deutschland zurück, wo er sich mit seiner Familie in Hannover niederließ. Dort engagierte er sich in der Folgezeit in der Deutschen Angestellten-Gewerkschaft (DAG). Im September 1947 wurde er Mitglied des DAG-Hauptvorstands und Landesverbandsleiter der DAG Niedersachsen, von welcher er 1951 zum Ehrenvorsitzenden ernannt wurde.

## Ehe und Familie
Geiser war seit etwa 1910 mit Elsa Lehmann (* 1885) verheiratet. Aus der Ehe gingen die vier Söhne Arno Bruno Hans (* 1912), Kurt Bruno Hans (* 1912), Arno Erich Helmut (* 1915); Karl Theodor Arno (* 1920) und die Tochter Elly Martha Gertrud (* 1920) hervor.